# ПАС (футбольный клуб, Янина)
ПАС — греческий футбольный клуб представляющий в чемпионате своей страны город Янина. Клуб был основан в 1966 году, в результатае слияния двух любительских клубов «Атромитос» и «Авероф». Домашние матчи команда проводит на стадионе «Зосимадес», вмещающем 7 500 зрителей. В Суперлиге Греции клуб провёл в общей сложности (по состоянию на 2009 год) 15 сезонов, лучшим достижением являются пятые места в сезонах 1974/76 и 1977/78.

## Выступления в еврокубках
| Сезон   | Турнир           | Раунд                         | Соперник   | Дома | В гостях | Общий счёт |  |
| ------- | ---------------- | ----------------------------- | ---------- | ---- | -------- | ---------- |  |
| 2016/17 | Лига Европы УЕФА | Второй квалификационный раунд | Одд        | 3:0  | 1:3      | 4:3        |  |
| 2016/17 | Лига Европы УЕФА | Третий квалификационный раунд | АЗ Алкмаар | 1:2  | 0:1      | 1:3        |  |